# Mathilde van Rethel
Mathilde van Rethel (overleden in 1151) was van 1124 tot aan haar dood gravin van Rethel. Ze behoorde tot het huis Rethel.

## Levensloop
Mathilde was de dochter van graaf Hugo I van Rethel uit diens huwelijk met Melisende, dochter van heer Gwijde I van Montlhéry.
Ze huwde met burggraaf Odo van Vitry. Na de dood van haar broer Gervaas werden Odo en Mathilde graaf en gravin van Rethel. Normaal gezien had haar andere broer Boudewijn II graaf van Rethel moeten worden, maar die was in 1118 verkozen tot koning van Jeruzalem en bevond zich dus in Palestina. 
Mathilde en Odo regeerden samen over Rethel tot aan haar dood in 1151, daarna regeerde Odo alleen.

## Nakomelingen
Odo en Mathilde kregen volgende kinderen:
- Ithier (overleden in 1171), graaf van Rethel
- een dochter die huwde met Etienne Strabo van Neufchâtel
- een dochter die huwde met een heer van Henalmont
- Yvette, huwde eerst met ene Milo en daarna met Villain van Arzillières